# Баліан д'Ібелін
Баліан д'Ібелін (фр. Balian d'Ibelin; 1142—1193) —  французький хрестоносець. Представник Ібелінського дому. З 1177 року — чоловік Марії Комнін (племінниця візантійського імператора Мануїла I Комніна), яка незадовго до цього овдовіла через смерть свого чоловіка — короля Аморі I. Його якості воєночальника були проявлені під час захисту Єрусалиму в 1187 році.

## Молоді роки
Народився ймовірно в 1141, або 1142 році в Бейруті, або ж на Кіпрі (хоча деякі історики вказують місце народження Францію). Баліан був молодшим сином Барісана д'Ібелін та братом Гуго та Балдуїна. Його батько, лицар у Яффському графстві, був нагороджений посадою лорда Ібеліна після повстання Гуго II де Пюізе і став засновником Ібелінського дому. Барісан одружився з Гельвісою з Рамли, спадкоємицею багатої сеньйорії Рамла.
Ім'я Баліана також було Барісан, але він, здається, десь в 1175–76 роках адаптував це ім'я до давньофранцузького «Баліан» . Іноді його називають Баліаном Молодшим або Баліаном II, у тому випадку, якщо його батька також називають Баліаном. Його також називали Баліан  Рамський або Баліан Наблуський. В документах на латині його ім'я вказується по-різному — Balian, Barisan, Barisanus, Balianus, Balisan і Balisanus. Арабські джерела називають його Баліан ібн Барзан, що перекладається як «Баліан, син Барісана».
Точний рік його народження невідомий, але він став повнолітнім (зазвичай це відбувалось при досягненні 15 років) до 1158 року, коли він вперше з'являється в грамотах, будучи описаним як неповнолітній («infra annos») у 1156 році.
Після смерті близько 1169 року старшого брата Баліана Гуго, замок і сеньйорія Ібелін перейшли до наступного брата, Балдуїна. Балдуін, вважаючи за краще залишатися володарем Рамли, віддав Ібелін Баліану. Баліан володів Ібеліном як васал свого брата і опосередковано як вавасор короля, від якого Балдуін отримав Рамлу.

## Суперечки за спадкоємство в королівстві
У 1174 році Балдуін д'Ібелін підтримав Раймунда III Триполітанського у його боротьбі з Мілем де Плансі за посаду регента короля Балдуїна IV, а в 1177 році брати Ібеліни брали учась в битві при Монжизарі, очоливши переможний напад проти найсильніших загонів мусульманської армії.
Того року Баліан також одружився з Марією Комніною, вдовою короля Амальріка I і став вітчимом молодшої доньки Амальріка Ізабели. Він отримав владу над Наблусом, який було подаровано Марії після її одруження з Амальріком. У 1179 році Балдуїн з Рамли був схоплений Салах ад-Діном після битви біля броду Іакова, і Баліан допоміг організувати його викуп і звільнити наступного року. Зрештою викуп був сплачений візантійським імператором Мануїлом I Комніном, двоюрідним дядьком Марії.
У 1183 році Баліан і Балдуїн підтримали Раймунда проти Гі де Лузіньяна, чоловіка старшої дочки Амальріка Сибіли і на той час регента Балдуїна IV, який помирав від прокази. Король наказав коронувати свого п'ятирічного племінника Балдуїна Монферратського як співкороля ще за свого життя, намагаючись запобігти сходженню Гі на трон. Незадовго до своєї смерті навесні 1185 року Балдуїн IV наказав офіційно одягнути корону на свого племінника в Храмі Гробу Господнього. Саме Баліан — надзвичайно високий чоловік — ніс хлопчика Балдуїна V на плечі на церемонії, демонструючи підтримку родини Ізабелли її племіннику. Невдовзі восьмирічний хлопчик став одноосібним королем. Коли він також помер у 1186 році, Баліан і Марія, за підтримки Раймунда, висунули доньку Марії Ізабеллу, якій тоді було близько 14 років, як кандидата на трон. Однак її чоловік, Онфруа IV де Торон, відмовився від корони і присягнув на вірність Гі. Баліан також неохоче визнав Гі, тоді як його брат Балдуїн відмовився це зробити і відбув у вигнання до Антіохії. Балдуїн доручив Баліану виховувати свого сина Томаса, майбутнього володаря Рамли, який не поїхав з батьком до Антіохії.

## Суперечка між Раймундом і Гі
Баліан залишився в королівстві, як радник Гі де Лузіньяна. Наприкінці 1186 року Салах ад-Дін, султан Єгипту та Дамаска, загрожував кордонам королівства після того, як союзник Гі Рено де Шатільйон, лорд Заіордання, напав на мусульманський караван. Салах ад-Дін був у союзі з гарнізоном Тиверіади на півночі королівства, території, утримуваної Раймундом III. Гі зібрав свою армію в Назареті, плануючи взяти в облогу Тіверіаду, але Баліан не погодився з цим і замість цього запропонував Гі послати емісара до Раймунда в Триполі, сподіваючись, що вони зможуть помиритися, перш ніж Гі здійснить безглуздий напад на більшу армію Саладіна. Перше посольство зазнало невдачі, і ситуація залишалася незмінною протягом перших місяців 1187 року. Після Великодня того ж року Баліан, Жерар Рідефор (великий магістр ордену тамплієрів), Роже де Мулен (великий магістр ордену госпітальєрів), Реджинальд Сидонський і Йоскій, архієпископ Тірський, були відправлені з новим посольством до Триполі. Під час подорожі вони зупинилися біля володіння Баліана в Наблусі, і Баліан планував ненадовго затриматись там, поки інші підуть вперед. 1 травня тамплієри та госпітальєри зазнали поразки від сина Саладіна аль-Афдала в битві при Крессоні; Баліан ще відставав на день і також зупинився в Себастеї, щоб відсвяткувати свято. Дійшовши до замку Ла-Фев, де розташувалися тамплієри та госпітальєри, він виявив, що це місце безлюдно, і незабаром почув новини про катастрофічну битву від небагатьох, хто вижив. Раймунд також почув про битву, зустрівся з посольством у Тиверіаді та погодився супроводжувати їх назад до Єрусалиму.

## Битва при Хаттіні
Оскільки армії аль-Афдала було дозволено увійти в королівство через союз з Раймундом, граф тепер пошкодував про свої дії та примирився з Гі. Гі рушив на північ і розташувався табором у Сефорії, але наполягав на тому, щоб армія пройшла по сухій і безплідній рівнині, щоб допомогти Тивередіаді. Армія не мала води, і її постійно переслідували війська Саладіна, і на початку липня вона була оточена біля Рогів Хаттіна поблизу Тивередіади. У Битві на Рогах Хаттіна, що відбулася 4 липня, Баліан і Жослен III Едесський командували ар'єргардом, але армія хрестоносців була повністю розгромлена. В анонімному тексті De Expugnatione Terrae Sanctae per Saladinum Libellus стверджується, що Баліан, Раймунд і Реджинальд Сідонський втекли з поля посеред бою, розтоптавши при цьому «християн, турків і Хрест», але це не підтверджено. іншими словами, і, ймовірно, відображає ворожість автора до полейнів (європейців, народжених у Леванті).
Поразка призвела до зміни варти в Єрусалимі: короля Гі було узято у полон і майже кожне місто та замок незабаром були захоплені Саладіном. Баліан, Раймунд, Реджинальд і Пайєн з Хайфи були одними з небагатьох провідних дворян, яким вдалося втекти до Тиру. Раймонд і Реджинальд незабаром вирушили, щоб зайнятися захистом своїх власних територій, і Тір опинився під керівництвом Конрада Монферратського, який прибув незабаром після Хаттіна. Баліан мав стати одним із його найближчих союзників. Залишаючи Тір, Баліан попросив у Салах ад-Діна дозволу повернутися через зайняті мусульманами території до Єрусалиму, щоб вивезти звідти свою дружину та дітей до Триполі. Салах ад-Дін дозволив це за умови, що Баліан покине Єрусалим і присягнеться ніколи не піднімати на нього зброї.

## Оборона Єрусалиму
Докладніше:Облога Єрусалима(1187)

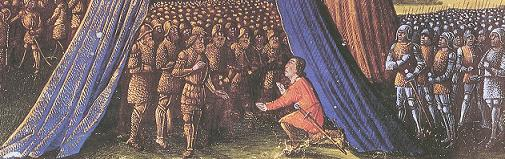
Баліан з Ібеліна здає місто Єрусалим Саладіну, з Les Passages faits Outremer par les Français contre les Turcs et autres Sarrasins et Maures outremarins, c. 1490.

Коли Баліан і його невелика група лицарів прибули до міста, жителі благали їх залишитися, і патріарх Ераклій звільнив Баліана від присяги Салах ад-Діну, який стверджував, що більша потреба християнського світу була сильнішою за його присягу нехристиянському.
Баліан був найнятий, щоб очолити оборону міста, але він виявив, що там було менше чотирнадцяти, можливо, лише двох, інших лицарів, тому він створив 60 нових лицарів із лав міщан. Королева Сибіла Єрусалимська, схоже, не відігравала великої ролі в захисті, і Баліану присягнули як лорду. Разом з Ераклієм він готувався до неминучої облоги, запасаючись їжею та грошима. Салах ад-Дін справді розпочав облогу Єрусалиму 20 вересня 1187 року після того, як він завоював майже всю решту королівства, включаючи Ібелін, Наблус, Рамлу та Аскалон. Султан не відчував зла на Баліана за порушення клятви, і домовився про ескорт, щоб супроводжувати Марію та їхніх дітей до Триполі. Будучи володарем найвищого рангу, що залишився в Єрусалимі, Баліан, як писав Ібн аль-Асір, розглядався мусульманами як такий, що має ранг «більш-менш рівний королю».
Салах ад-Дін зміг зруйнувати частину стін, але не зміг потрапити в місто. Потім Баліан виїхав назустріч султану, щоб доповісти йому, що захисники радше вб’ють один одного і знищать місто, ніж побачать, як його захоплять силою. Після переговорів було вирішено, що місто буде передано мирним шляхом, і що Салах ад-Дін випустить з міста сім тисяч чоловік за 30 000 безантів; двом жінкам або десяти дітям дозволено замінити одного чоловіка за ту ж ціну. Баліан передав ключі від вежі Давида (цитаделі) 2 жовтня. Існував 50-денний термін для виплати викупу. Ті, хто не міг заплатити за свою свободу, були змушені в рабство. Баліан і патріарх Ераклій запропонували себе в якості заручників для викупу решти франкських громадян, але Салах ад-Дін відмовився. Викуплені жителі рушили трьома колонами. Баліан і патріарх очолили третю колону, яка залишила місто останньою, ймовірно, близько 20 листопада. Баліан приєднався до своєї дружини та дітей у Триполі.

## У мистецтві
В 2005 році режисер Рідлі Скотт у своєму фільмі «Царство Небесне» використав образ Баліана в однойменному персонажі, який мав певні історичні неточності. У фільмі Баліан є французьким ковалем що є нічим іншим як вигадкою сценариста, так само, як і після здачі Єрусалима він разом із Сибілою ніби то покинув Близький Схід, і виїхав з нею до Франції. У фільмі також змальовано романтичні відносини між Сибілою і Баліаном. Однак факт стосунків між ними не відомий. Роль Баліана виконав англійський актор Орландо Блум